# (4846) Tuthmosis
(4846) Tuthmosis (6575 P-L) – planetoida z pasa głównego asteroid okrążająca Słońce w ciągu 5,77 lat w średniej odległości 3,22 j.a. Odkryta 24 września 1960 roku.